# Acarospora scotica
Acarospora scotica är en lavart som beskrevs av Hue. Acarospora scotica ingår i släktet Acarospora och familjen Acarosporaceae.   Inga underarter finns listade i Catalogue of Life.